# Râul Sohodol, Cerna
Râul Sohodol este un curs de apă, afluent al râului Nădrab. 